# João da Bemposta
D. João da Bemposta de Bragança foi um dos filhos legitimados do infante D. Francisco Xavier, duque de Beja e irmão do rei D. João V de Portugal. O nome "da Bemposta" foi-lhe dado pelo povo por ter estabelecido a sua residência no Real Paço da Bemposta, palácio que pertencera ao seu pai. Nasceu em 12 de junho de 1726 e morreu em 23 de outubro de 1780. D. João V o reconheceu como sobrinho por alvará de 26 de maio de 1749 e por meio de um decreto de 19 de maio de 1750 deu-lhe a primeira posição na corte, depois da própria família real, tendo prestado vassalagem na aclamação de D. José I após os infantes D. Pedro, D. Antônio e D. Manuel e sendo seguido pelos duques de Cadaval e Lafões.
Foi conselheiro de Estado, mordomo-mor de D. Maria I de Portugal e capitão general das armas reais e galeões de alto bordo do mar, o mais alto cargo da armada portuguesa de então.
Casou em Salvaterra, a 20 de Fevereiro de 1757 com D. Maria Margarida de Lorena (1713-1764), 2ª duquesa de Abrantes, filha da duquesa Ana de Abrantes e de D. Rodrigo de Melo, marquês de Cadaval. O casamento de D. João da Bemposta imitava o de outro bastardo real, D. Miguel (1699-1724), filho legitimado do rei D. Pedro II, casado em 1715 com a herdeira da casa de Arronches, procedendo deste casamento o duque de Lafões. Todavia, a duquesa de Abrantes faleceu sem gerar descendentes da união com D. João da Bemposta, razão pela qual o título ducal foi extinto. Os títulos de marquês de Abrantes e Conde de Penaguião foram herdados por D. Pedro de Lancastre, primo segundo de D. Maria Margarida.
D. João da Bemposta foi reconhecido para todos os efeitos como sobrinho natural de D. João V, mordomo-mor, conselheiro de Estado e da guerra, e senhor de uma grande casa, precedendo a todos os titulares da corte nas funções em que esta se reunia na presença do monarca. D. João V de Portugal o reconheceu como sobrinho mas não lhe permitiu herdar os bens do pai.
Na cerimônia de batizado do infante D. João (1767-1827) futuro rei D. João VI, representou o padrinho, rei Luís XV da França, sendo presenteado com um retrato do rei francês.